# 王狩
『王狩』（おうがり）は、青木幸子による日本の漫画作品。将棋を題材としている。『イブニング』（講談社）にて、2010年8号（3月）より連載。2011年11月現在、単行本は3巻まで刊行されている。将棋監修は棋士の飯島栄治七段。
青木が『週刊漫画TIMES』（芳文社）で不定期連載している『茶柱倶楽部』には本作品の登場人物が出演しており、世界観は共通している。

## あらすじ
久世杏は6歳のとき、当時癌で闘病中の祖父一馬に、病院でも将棋を指したいのでプラスチック製の将棋盤と駒を買ってきてほしいとお使いを頼まれ、等久デパートへ行く。しかしデパートのエレベーターに乗った所、落雷により停止。乗り合わせた第35回将棋大祭参加者らと共に閉じ込められてしまう。通常非常用装置により、最寄階まで移動するはずのエレベーターが故障により動かなかったが、参加者3人の機転と半年以上前に祖父から見せられた年賀状に書いてあった、清洲義家九段の携帯番号を思い出した杏の連絡により、救出される。後日、祖父の読んでいた将棋雑誌にその3人の表彰式が掲載されており、その3人と遊んだら楽しそうと、それまで勧められてもやろうとしなかった将棋を始める。そして、その6年後奨励会3級となった杏は、プロ入りを目指して将棋に没頭していた。

## 登場人物

### 主要人物
久世 杏（くぜ あん）
主人公。12歳。白縫学園在学。奨励会3級（2話）、2級（3話）。清洲義家九段門下。稲穂研・甲斐研・豪研に参加。10歳で奨励会6級入りし、女流の最年少記録を持つ。2歳で父親を交通事故で喪う。6歳より祖父の教えを受け、将棋を始める。前述の父親の交通事故の場面や一度見た年賀状の電話番号を覚えているなど、祖父と同じ卓越した記憶力の持ち主。勝負に淡白なところがあるが、綿貫鞠乃との一戦を経て変わりつつある。
高辻 図南（たかつじ となん）
14歳。奨励会1級（2話）、初段（5話）。清洲義家九段門下。内弟子。周囲からは「タカ」と呼ばれている。喘息の持病のため杏より後に清洲に弟子入りしたことから、杏には弟弟子扱いされている。エレベーターで会ったときには腕時計を壊したため、その印象が杏の第一印象になっている。エレベーターでも喘息の影響で体調不良に陥るが、将棋大祭では旭川小3年で優勝を果たす。8連勝による入品を掛けた一戦で、昇級の懸かった杏に敗れる。気性の激しい所があり、猛獣と杏は評している。曰佐からは、杏を守る守護聖獣（ガーディアン）と評されている。
曰佐 英司（おさ えいじ）
14歳。奨励会二段。稲森恒三門下。周囲より「オッサー」と呼ばれている。実家は呉服屋。普段より和服を着ており、その理由は将棋を覚え始めた5歳頃、あまりに熱中することに業を煮やした親が、将棋を止めるか嫌いな和服で将棋を指すかの2者を突きつけたところ、親の意図を外れ和服を選び、着続けるうちに慣れたことによる。杏とエレベーターで出会ったとき、着物姿でiPhoneで将棋ゲームをしていたため、その印象が杏の第一印象となっている。また杏から、面白い人と評されている。将棋大祭では東京深川上小3年で3位。
園川 圭一（そのかわ けいいち）
15歳。奨励会三段。相馬門下。関西奨励会のため、会う機会は少ない。杏とエレベーターで出会ったとき、その心配りからリーダーとの第一印象を杏から持たれている。将棋大祭では京都宇治南山小4年で2位。作者の別作品『茶柱倶楽部』にもゲストキャラクターとして登場している。

### 他奨励会員
綿貫 鞠乃（わたぬき まりの）
12歳。奨励会4級（4話）3級（7話）。稲森恒三門下。兄弟子の曰佐からは「マリノン」と呼ばれている。帰国子女。奨励会特別枠による入会試験では奨励会員を倒して4級で入会。父はIT分野の研究者で、将棋は指さない。勝ちに貪欲で、高辻に痛恨の敗戦を並べさせたり、盤外戦略も辞さないなどの面を見せる。
石川 広海（いしかわ ひろみ）
15歳女。関西奨励会。2級（16話）。玖堂永世王偉門下。広島県出身。番狂わせで知られる。
牛嶋 毅（うしじま たけし）
25歳。関東奨励会。三段（9話）。倉田門下。10歳頃には既に頭角を現しており、奨励会入りも薦められたが、家業の後継者である故に親の反対で入れず、竹島曰く“結構良い大学”に進学、プロ入りの道から遠ざかる。その後家業が倒産したことでアマ棋戦で活躍し、20歳で奨励会入り。棋風と前述の奨励入りの遅さから、苗字と合わせて「鈍牛」と渾名されたが、三段リーグでは四段昇段者と同じ勝星を挙げ、以来「暴れ牛」と渾名されるようになっている。
竹島（たけしま）
22歳。関東奨励会。三段（11話）。中学3年の15歳で二段、プロ入りが近いと判断し高校進学せず（中卒）、奨励会で精進する道を選んだ。しかし、相手に合わせてしまう悪癖を持っていることから、7年経た現在もプロ入りできずにいる。高学歴な牛嶋に対して僅かながら劣等感を抱いている。

### プロ棋士
清洲 義家（きよす よしいえ）
九段。弟子に久世杏・高辻図南。現役最年長棋士。40年ほど前には、王翔位として稲森の挑戦を退けている。杏の6歳時には、世田谷区在住。杏の祖父一馬とは幼馴染で、「カズマ」「キヨ」と呼び合う仲。自分のリズムを崩さない人物として知られている。
稲森 恒三（いなもり こうぞう）
九段。将棋連盟会長。弟子に曰佐英司・綿貫鞠乃。稲穂研を私邸で開催している。白髪頭に長い髪を束ねた容姿。将棋の将来を憂い、策を巡らす。サッカーを愛好し、ジネディーヌ・ジダンのファン。
玖堂 喜弘（くどう よしひろ）
九段。永世王偉。将棋連盟常務理事。弟子に石川広海。
白木 一（しらき はじめ）
九段。龍皇を含む三冠。双天と呼ばれるうちの一人。20代にして龍皇・名人として君臨。気分転換には、全く知らない分野の本が良いと自己啓発本や粘菌に関する論文などを読んでいる姿が、何度か週刊誌に載った。
弓削 光晴（ゆげ みつはる）
九段。名人を含む四冠。双天と呼ばれるうちの一人。10代で白木に挑戦。その後、白木と7大タイトルを分け合う。初段で奨励会1dayトーナメント最低段優勝の記録も有する。
周防 祐介
杏が6歳の時に、将棋大祭で指導を担当。当時六段。杏の12歳時には次期双天として期待され、七段となっている。
芥辺 剛
杏が6歳の時に、将棋大祭で指導を担当。当時五段。杏の12歳時には次期双天として期待され、七段となっている。
名取
稲穂研に参加。王偉戦の挑戦者決定戦で二歩で敗れる。
水品
稲穂研に参加。NHK杯で頓死する。

### その他の人物
久世 一馬（くぜ かずま）
杏の祖父。杏が6歳時に鷹井戸癌センター分院に入院しており、病院でも将棋を楽しみたいとの理由で杏に将棋盤と駒を買ってきてくれるように頼んだことが、杏が将棋を始めるきっかけとなった。杏と同様卓越した記憶力の持ち主。清洲義家とは幼馴染で、「キヨ」「カズマ」と呼び合う仲であった。杏の12歳時には既に没している。
久世 友也
杏の父。杏が2歳の時に、杏と世田谷区の私道を散歩中、飲酒運転の車により撥ねられ死去。咄嗟の事故時に杏をどう庇うかの判断で、植垣に投げるという思い切りの良さとためらいを、杏は覚えている。また、勝負事に負けふてくされる娘に、次に勝てばいいと慰めてくれたことも杏の支えのひとつとなっている。
井村 伸之（いむら のぶゆき）
遊戯会社トイ・ファースト社社長。稲盛と知遇を得たことにより、奨励会員による1Dayトーナメント棋戦新星戦の企画・主催を手がける。自身が幼少時に小島在住でより高みを目指す環境を与えられなかったことから、挑戦の機会を与える棋戦の創設を意図した。しかしながら、将棋については素人。
西上 京香（にしがみ きょうか）
旧姓弓削。弓削四冠の姉。女性奨励会員の歴代最高である1級になったが、15歳で退会。

## エピソード
- 作者の青木は、将棋は殆ど指せないという。編集部の将棋愛好者から棋士数人に打診をした所、漫画を好きだという飯島が監修をしてくれることになった[1]。
- 『週刊将棋』とコラボレートされ、飯島と佐藤紳哉の対談に『王狩』の絵による表紙が差し込まれている。また佐藤は出演を希望し、それにより漫画に出演を果たした[2]。
- 『イブニング』本誌の目次にて、飯島の引き角戦法のマスコットキャラクター「ひきかくくん」と杏による詰将棋が掲載されており、単行本2巻から収録されている。

## 既刊一覧
青木幸子 講談社・イブニングKC 既刊3巻（2011年12月現在）
1. 2010年10月22日発売 ISBN 978-4063523317
2. 2011年3月23日発売 ISBN 978-4063523584
3. 2011年11月22日発売 ISBN 978-4063523881